# La calesita
La calesita es una película en blanco y negro de Argentina dirigida por Hugo del Carril sobre el guion de Rodolfo Manuel Taboada según el tango homónimo de Cátulo Castillo y Mariano Mores que se estrenó el 31 de octubre de 1963 y que tuvo como protagonistas a Hugo del Carril, Mario Lozano,  Fanny Navarro y María Aurelia Bisutti. La coreografía estuvo a cargo de Víctor Ayos.
Fue la primera película argentina producida originalmente en 35 mm para televisión que se exhibió en el cine. El año anterior a su exhibición en este medio se había transmitido por Canal 9 en cuatro episodios con una extensión total de 170 minutos.

## Sinopsis
Al escuchar una melodía, un viejo calesitero rememora momentos de sus padres y de su infancia.

## Reparto
- Hugo del Carril .. Raimundo 'Goyo' Lucero
- Mario Lozano .. Padrino de "Goyo"
- Fanny Navarro .. Azucena
- María Aurelia Bisutti .. Sarita
- Florén Delbene
- Beba Bidart
- Jorge de la Riestra
- Totón Podestá
- Mónica Grey
- Enrique Amores
- Bubby Smiliari
- Carmen del Moral
- Víctor Ayos
- Francisco Mangussi
- Domingo Garibotto

## Comentarios
Gustavo Cabrera opinó en Hugo del Carril “Un hombre de nuestro cine”:

”Filme impersonal, menor, discontinuo, y en última instancia de encargo. La calesita nos puede conmover sólo por el cuidado dispensado a algunas cuantas escenas, y la figura, el señorío y la voz de Don Hugo del Carril.”

La Nación dijo del filme:

”A través de un lenguaje cinematográfico sencillo y poco ambicioso formalmente se pasa revista a episodios costumbristas de la vida social.”

Por su parte, Manrupe y Portela escriben de la película:

”Tanguería menor y sentimental.”